# Gajus (postać biblijna)
Gajus – postać biblijna występująca w Nowym Testamencie Pisma Świętego.
Imię Gajusa pojawia się w kilku miejscach jako: 
1. chrześcijanin z Macedonii, który towarzyszył Pawłowi w czasie jego trzeciej podróży misyjnej. Gajusa wciągnięto do amfiteatru w czasie rozruchu Demetriusza. Patrz Dz 19,29
2. chrześcijanin z Derbe, który podróżował z Pawłem do Jerozolimy. Patrz Dz 20,4.
3. jeden z kilku chrześcijan, których Paweł ochrzcił w Koryncie. Patrz 1 Kor 1,14.
4. chrześcijanin, przyjaciel Jana ewangelisty, do którego Apostoł skierował list. Patrz 3 J 1.

Być może są to częściowo ci sami ludzie.
Por. Gajusz
Źródło: Słownik Postaci Biblijnych. [dostęp 2015-12-26].